# ISO 3166-2:LA
ISO 3166-2:LA es la entrada para Laos en ISO 3166-2, parte de los códigos de normalización ISO 3166 publicados por la Organización Internacional de Normalización (ISO), que define los códigos para los nombres de las principales subdivisiones (p.ej., provincias o estados) de todos los países codificados en ISO 3166-1.
En la actualidad, para Laos los códigos ISO 3166-2 se definen para 1 prefectura y 17 provincias.
Cada código consta de dos partes, separadas por un guion. La primera parte es LA, el código ISO 3166-1 alfa-2 para Laos. La segunda parte tiene dos letras.

## Códigos actuales
Los nombres de las subdivisiones se ordenan según el estándar ISO 3166-2 publicado por la Agencia de Mantenimiento ISO 3166 (ISO 3166/MA).
Pulsa sobre el botón en la cabecera para ordenar cada columna.
| Código | Nombre de la subdivisión (lo) (LAO CNT 1965) | Nombre de la subdivisión (es) | Variante local | Categoría de la subdivisión |
| ------ | -------------------------------------------- | ----------------------------- | -------------- | --------------------------- |
| LA-VT  | Viangchan                                    | Vientián                      | Vientiane      | prefectura                  |
| LA-AT  | Attapu                                       | Attapeu                       | Attapeu        | provincia                   |
| LA-BK  | Bokèo                                        | Bokeo                         |                | provincia                   |
| LA-BL  | Bolikhamxai                                  | Bolikhamxai                   | Borikhamxay    | provincia                   |
| LA-CH  | Champasak                                    | Champasak                     | Champasack     | provincia                   |
| LA-HO  | Houaphan                                     | Houaphan                      | Huaphanh       | provincia                   |
| LA-KH  | Khammouan                                    | Khammouan                     | Khammuane      | provincia                   |
| LA-LM  | Louang Namtha                                | Luang Namtha                  | Luangnamtha    | provincia                   |
| LA-LP  | Louangphabang                                | Luang Prabang                 | Luangprabang   | provincia                   |
| LA-OU  | Oudômxai                                     | Oudomxai                      | Oudomxay       | provincia                   |
| LA-PH  | Phôngsali                                    | Phongsali                     | Phongsaly      | provincia                   |
| LA-SL  | Salavan                                      | Salavan                       | Saravane       | provincia                   |
| LA-SV  | Savannakhét                                  | Savannakhet                   | Savannakhet    | provincia                   |
| LA-VI  | Viangchan                                    | Vientián                      | Vientiane      | provincia                   |
| LA-XA  | Xaignabouli                                  | Sainyabuli                    | Xayabury       | provincia                   |
| LA-XE  | Xékong                                       | Sekong                        | Sekong         | provincia                   |
| LA-XI  | Xiangkhouang                                 | Xiangkhoang                   | Xiengkhuang    | provincia                   |
| LA-XS  | Xaisômboun                                   | Xaisômboun                    | Xaysomboon     | provincia                   |

## Cambios
Los siguientes cambios de entradas han sido anunciados en los boletines de noticias emitidos por el ISO 3166/MA desde la primera publicación del ISO 3166-2 en 1998, cesando esta actividad informativa en 2013.
| Informe     | Fecha de emisión | Descripción del cambio reportado | Cambio de código o subdivisión        |
| ----------- | ---------------- | --- | ------------------------------------- |
| Boletín I-2 | 2002-05-21       | Se añaden una nueva provincia y una nueva referencia para el origen de la lista. Se cancela un origen de código. Se actualiza el sistema de información sobre romanización. Origen de los nombres puestos entre paréntesis | Subdivisión añadida: LA-XN Xaisômboun |
| Boletín I-4 | 2002-12-10       | Corrección de error: El nombre genérico de una subdivisión cambia a "zona especial" |                                       |